# Pasmo Bostowskie
Pasmo Bostowskie – bezleśne pasmo Gór Świętokrzyskich leżące między Bodzentynem na zachodzie a Starym Bostowem na wschodzie. Zbudowane z piaskowców dewońskich i łupków. Najwyższe wzniesienie ma ok. 351 m n.p.m.